# Naturaleza muerta vanitas con el Spinario
La Naturaleza muerta vanitas con el «Spinario» es un cuadro del pintor neerlandés Pieter Claesz. Se trata de un panel que mide 80,5 cm de alto y 70,5 cm de ancho. Fue pintado en 1628 y se encuentra en el Rijksmuseum de Ámsterdam, Países Bajos.
Este cuadro es típico del autor: un bodegón que reúne diversos elementos relacionados con la fugacidad de la vida, como un cráneo, el reloj, la lámpara de aceite,... objetos todos ellos propios de esta clase de bodegón llamada vanitas, que era una advertencia moralizante. El Espinario es una estatua clásica, como la que podía haber en cualquiera de las colecciones privadas de los burgueses de Holanda de la época.